# Ixil (taal)
Het Ixil is een taal uit de familie der Mayatalen. Het wordt gesproken door de Ixil-bevolking in het noorden van het departement El Quiché in Guatemala. Het Ixil-taalgebied omvat drie gemeentes, die elk een eigen Ixil-dialect hebben: Santa María Nebaj, San Juan Cotzal en San Gaspar Chajul.